# Centrale de Lukoml
La centrale de Lukoml est une centrale thermique alimentée au gaz naturel et au fioul située dans le voblast de Vitebsk en Biélorussie.